# Наступление на Бауск
Наступление на Бауск — военная операция войск Северного фронта, предпринятая 3 (16) — 10 (23) июля 1916 года силами 12-й армии генерала Р. Д. Радко-Дмитриева на Бayском направлении.

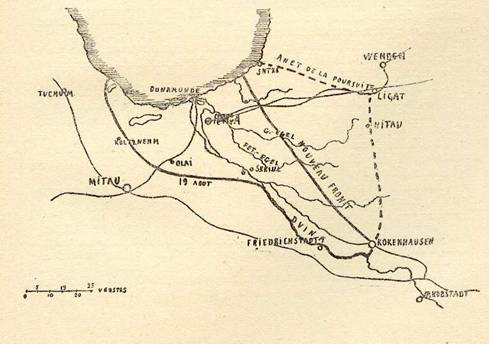
Рижский район театра военных действий

При подготовке в 1916 году летнего наступления русским командованием ставилась задача Северному фронту привлечь на себя внимание противника демонстративными действиями в Рижском районе и переходить к решительным действиям только при благоприятной обстановке.
После успеха Брусиловского прорыва Ставкой 23 июня (6 июля) 1916 года была поставлена новая задача Северному фронту собрать значительные силы для нанесения глубокого удара, с целью заставить немецкие войска оставить линию Западной Двины. Командующий северным фронтом генерал от инфантерии А. Н. Куропаткин решил выполнить эту задачу 12-й армией, которой приказал прорвать расположение противника, нанося удар со стороны левого фланга Рижского левобережного плацдарма и по возможности прорваться к железной дороге Митава — Якобштадт на участке Грос Экау (совр. Иецава) — Нойгут (совр. Вецумниеки).
Для наступления командующий 12-й армией генерал Радко-Дмитриев сосредоточил в восточной части Рижского плацдарма 6-й и 7-й Сибирские корпуса. В армейском резерве был 37-й корпус из двух дивизий. Стянув в район атак около 100 тяжелых орудий, Радко-Дмитриев решил наступать на фронте около 6 км западнее Кекавы. 21-й корпус оставался в фронтовом резерве в окрестностях Риги.
Куропаткин лично на время операции прибыл в район 12-й армии и особенно заботился о принятии всех мер к тому, чтобы не было задержки в подаче к месту прорыва резервов.
Наступление 12-й армии началось 3 (16) июля после трехчасовой артиллерийской подготовки (50 орудий на километр фронта), разрушившей первую линию окопов противника. Первая линия вражеской обороны была легко взломана перешедшими в наступление двумя корпусами. Но сильная германская 6-я резервная дивизия, имевшая в своем составе 12 батальонов, оказала ожесточенное сопротивление на второй линии обороны, которую артиллерия почти не обстреливала.
Противник стянул резервы с других направлений — с западного участка Рижского плацдарма и из района Якобштадского плацдарма. Упорные бои продолжались шесть дней. Штурм второй линии обороны германцев подготовить не получилось, и русские войска не смогли продвинуться дальше первой линии захваченных немецких окопов.
Потеряв в недельных боях 15 тысяч, 10 (23) июля Радко-Дмитриев отказался от удара в Бayском направлении. Северный фронт не смог добиться стратегического успеха, как не смог и привлечь к себе крупные резервы противника.